# Ozoroa kassneri
Ozoroa kassneri är en sumakväxtart som först beskrevs av Engl. & Brehm., och fick sitt nu gällande namn av R. & A. Fernandes. Ozoroa kassneri ingår i släktet Ozoroa och familjen sumakväxter. Inga underarter finns listade i Catalogue of Life.